# Ale ja
Ale ja – singel polskiego piosenkarza Michała Szczygła. Singel został wydany 4 lipca 2024.
Kompozycja znalazła się na 38. miejscu listy OLiA, najczęściej odtwarzanych utworów w polskich rozgłośniach radiowych.

## Geneza utworu i historia wydania
Utwór napisali i skomponowali Michał Szczygieł, Karol Serek i Paweł Wawrzeńczyk.
Singel ukazał się w formacie digital download 4 lipca 2024 w Polsce za pośrednictwem wytwórni płytowej Universal Music Polska w dystrybucji Polydor Records.
24 sierpnia 2024 wykonał piosenkę podczas „Przeboju lata Radia Zet i Polsatu”.

## „Ale ja” w stacjach radiowych
Nagranie było notowane na 38. miejscu w zestawieniu OLiA, najczęściej odtwarzanych utworów w polskich rozgłośniach radiowych.

## Teledysk
Do utworu powstał teledysk w reżyserii Rafała Kuczowicza, który udostępniono 5 lipca 2024 za pośrednictwem serwisu YouTube.

## Lista utworów
- Digital download[2]

1. „Ale ja” – 2:45

## Notowania

### Pozycja na liście airplay
| Kraj   | Lista (2024)                   | Najwyższa pozycja |
| ------ | ------------------------------ | ----------------- |
| Polska | OLiS – oficjalna lista airplay | 38                |